# Visconde de Damão
Visconde de Damão é um título nobiliárquico criado por D. Carlos I de Portugal, por Decreto de 19 de Outubro de 1900, em favor de Constantino Diógenes Mascarenhas.
Titulares
1. Constantino Diógenes Mascarenhas, 1.º Visconde de Damão.